# Fontevivo
Fontevivo là một đô thị ở tỉnh Parma ở vùng Emilia-Romagna của Italia, tọa lạc cách khoảng 100 km về phía tây bắc của Bologna và khoảng 14 km về phía tây bắc của Parma. Đến thời điểm ngày 31 tháng 12 năm 2004, đô thị này có dân số 5.337 và diện tích là 25,9 km².
Đô thị Fontevivo bao gồmfrazioni (đơn vị trực thuộc, làng) Bellena, Bianconese, Case Cantarana, Case Gaiffa, Case Massi, Fienilnuovo, Fondo Fontana, Fontane, Molinetto, Ponte Recchio, Ponte Taro, Recchio di Sotto, Romitaggio, Stazione Castelguelfo, Tarona, and Torchio.
Fontevivo tiếp giáp các đô thị sau đây: Fontanellato, Noceto, Parma.